# Zarečje (Chorwacja)
Zarečje – wieś w Chorwacji, w żupanii istryjskiej, w mieście Pazin. W 2011 roku liczyła 296 mieszkańców.